# France 5
France 5 é um canal de televisão pública francês, parte do grupo France Télévisions. Apresenta principalmente programas educativos; seu slogan é la chaîne de la connaissance et du savoir ("a cadeia do conhecimento e do saber"). Em contraste com os dois principais canais do grupo, France 2 e France 3, o France 5 é focado quase que exclusivamente em programações informativas, documentários e debates. Em 2003, 3925 horas de documentários foram exibidas pelo canal, com apenas duas horas no horário nobre das noites de segunda-feira reservadas a obras de ficção.
Atualmente o France 5 é transmitido 24 horas; anteriormente, no entanto, antes da finalização da alteração de seus serviços para a transmissão digital, ocorrida em 29 de novembro de 2011, as frequências analógicas transmitiam as emissões do canal cultural franco-alemão Arte entre as 19 e as 3 horas da madrugada do dia seguinte.

## História
France 5 foi chamado La Cinquieme (o quinto) Até janeiro de 2002, foi lançado em 28 de Março de 1994 como um canal temporário sob o nome Télé emploi, mais de um ano após a primeira rede de televisão de acesso livre de propriedade privada da França, La Cinq, sofreu para colapso financeiro e operações cessaram em 12 de Abril de 1992. O Cinquième começou a transmitir em 13 de dezembro 1994, com uma mistura de pequenos programas educacionais, Durante as horas não utilizadas por Arte (que lançou a menos de 2 meses após o encerramento do La Cinq).
O Cinquième foi integrado na nova holding pública France Télévisions em 2000, que já detinha Antenne 2 (desde renomeado France 2) e FR3 (França Regiões 3, desde renomeado France 3); seria rebatizada como France 5 a 7 de Janeiro de 2002. Desde então, França 5 horas de emissão estendido ter sido 24 horas por dia (inicialmente disponível apenas em cabo e satélite, e desde a Primavera de 2005 sobre radiodifusão digital de ar dentro do novo multiplex "R1 "rede que suporta todos os canais de televisão públicos nacionais e que substituirá os canais de transmissão analógicos equivalentes existentes.

## Logos

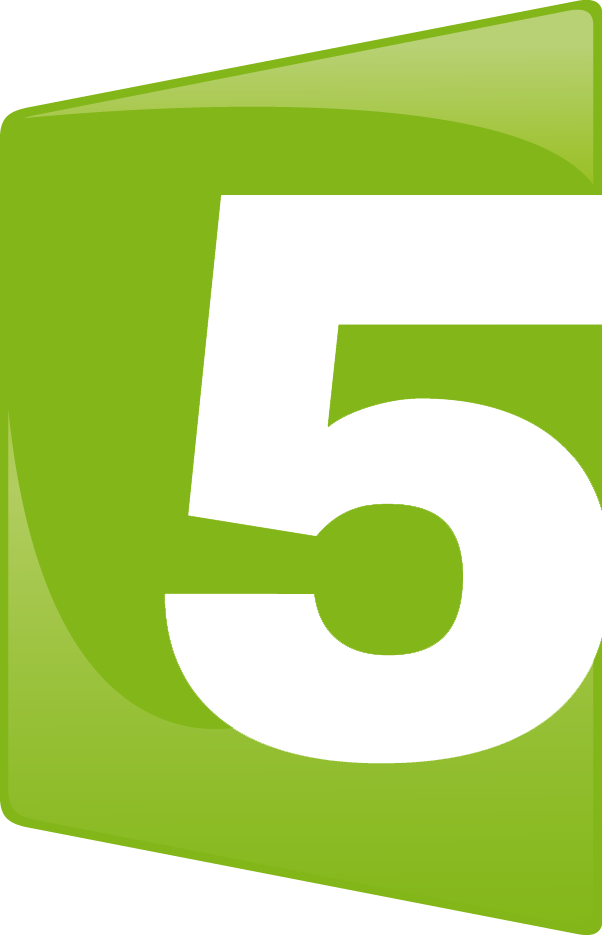
logo de 2008 a 2018
Logotipo do France 5 HD, 2008-2016
Logo de 29 de janeiro de 2018
Logotipo alternativo de 29 de janeiro de 2018

## Programação

### Documentário
- J'ai vu changer la Terre
- Sale temps pour la planète
- Les routes de l'impossible
- Fourchette & sac à dos
- J'irai dormir chez vous
- Vu sur Terre
- Des trains pas comme les autres
- Le doc sauvage

### Magazines
- Allo docteurs
- C dans l'air
- C à vous
- C à dire?!
- C politique
- C'est notre affaire
- C'est notre histoire
- Echappées belles
- Empreintes
- Entrée libre
- L'emploi par le net
- La Grande Librairie
- La Maison France 5
- Le Doc du dimanche
- Le Magazine de la santé
- Les escapades de Petitrenaud
- Les Maternelles
- Médias, le magazine
- Revu et corrigé
- Silence, ça pousse !

### Programas juvenis
- Zouzous

## Audiência
A France 5 é em 2013 a 6ª cadeia mais assistida da Televisão Digital Terrestre da França.
| 2000  | 2001  | 2002  | 2003  | 2004  | 2005  | 2006  | 2007  | 2008  | 2009  |
| ----- | ----- | ----- | ----- | ----- | ----- | ----- | ----- | ----- | ----- |
| 1,8 % | 1,9 % | 2,3 % | 2,9 % | 3,0 % | 3,1 % | 3,1 % | 3,3 % | 3,0 % | 3,1 % |

|      | Janeiro | Fevereiro | Março | Abril | Maio  | Junho | Julho | Agosto | Setembro | Outubro | Novembro | Dezembro | Média Anual |
| ---- | ------- | --------- | ----- | ----- | ----- | ----- | ----- | ------ | -------- | ------- | -------- | -------- | ----------- |
| 2009 |         |           |       |       |       |       |       |        |          |         |          |          | 3,1 %       |
| 2010 |         |           |       |       |       |       |       |        | 3,2 %    | 3,2 %   | 3,4 %    | 3,6 %    | 3,2 %       |
| 2011 | 3,4 %   | 3,5 %     | 3,3 % | 3,1 % | 3,3 % | 3,2 % | 3,1 % | 3,4 %  | 3,4 %    | 3,2 %   | 3,5 %    | 3,5 %    | 3,3 %       |
| 2012 | 3,7 %   | 3,7 %     | 3,5 % | 3,6 % | 3,5 % | 3,8 % | 3,3 % | 3,2 %  | 3,4 %    | 3,5 %   | 3,6 %    | 3,6 %    | 3,5 %       |
| 2013 | 3,4 %   | 3,4 %     | 3,4 % | 3,4 % | 3,4 % | 3,4 % | 3,0 % | 3,2 %  | 3,2 %    | 3,2 %   | 3,3 %    | 3,2 %    | 3,3 %       |
| 2014 | 3,3 %   | 3,1 %     | 3,2 % | 3,3 % | 3,2 % | 3,2 % | 2,7 % | 3,0 %  | 3,5 %    | 3,4 %   | 3,5 %    | 3,6 %    | 3,2 %       |
| 2015 | 3,5 %   | 3,5 %     | 3,4 % | 3,3 % | 3,4 % | 3,4 % | 3,1 % | 3,2 %  | 3,3 %    | 3,4 %   | 3,5 %    | 3,6 %    | 3,4 %       |
| 2016 | 3,7 %   | 3,5 %     | 3,4%  | 3,3 % | 3,4%  | 3,4 % | 2,9 % | 2,9 %  | 3,5 %    | 3,6 %   | 3,6 %    | 3,6 %    | 3,4 %       |
| 2017 | 3,7 %   | 3,7 %     | 3,7 % | 3,5 % | 3,6 % | 3,7 % | 3,3 % | 3,4 %  | 3,5 %    | 3,6 %   | 3,6 %    |          | 3,6 %       |

- Fundo Verde: Melhor resultado histórico.
- Fundo vermelho: Pior resultado na história.